# Tom Fogerty

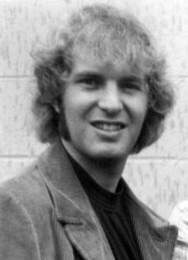
Tom Fogerty, 1968

Tom Fogerty (* 9. November 1941 in Berkeley, Kalifornien, als Thomas Fogerty; † 6. September 1990 in Scottsdale, Arizona) war ein US-amerikanischer Musiker.

## Biografie
Tom Fogerty war Rhythmusgitarrist und Sänger der amerikanischen Rockband Creedence Clearwater Revival. Er stand dort im Schatten seines jüngeren Bruders John Fogerty, dem Frontmann und Leadgitarristen dieser Band, die sich, bevor Tom Fogerty hinzustieß, The Blue Velvets nannte. Tom Fogerty konnte jedoch seine Begabung nur in geringem Maße einbringen, da fast alle Stücke von Creedence Clearwater Revival von John komponiert, getextet oder arrangiert wurden. Lediglich ein von Tom Fogerty geschriebenes Lied wurde jemals auf einem Album der Band aufgenommen. Es handelt sich dabei um das noch aus ihrer Zeit als The Golliwogs („Die Negerpuppen“) stammende Lied Walking on the Water, das später unter dem Namen Walk on the Water auf dem ersten Album der Band veröffentlicht wurde. Erst im letzten Werk der Band, dem im April 1972 erschienenen Album Mardi Gras, durften die zwei außer John Fogerty noch verbliebenen Bandmitglieder Stu Cook (Bass) und Doug Clifford (Schlagzeug) eigene Kompositionen vorlegen, die aufgenommen, jedoch weitestgehend negativ bewertet wurden.
Wegen Streitigkeiten mit seinem Bruder verließ Tom Fogerty im Februar 1971 die Band. In den folgenden Jahren erschienen einige Soloplatten, die jedoch wenig Erfolg brachten. Mit seiner Band Ruby (CD Precious Gems) war er live sehr erfolgreich. Außerdem produzierte er eine Platte des Musikers Merl Saunders. Seine Platte Sidekicks wollte die Plattenfirma nicht pressen. Sie erschien erst nach seinem Tod, 1992. Die große Hoffnung der Fans, eine Wiedervereinigung der Gruppe Creedence Clearwater Revival, erfüllte sich nicht.
Tom Fogerty starb im Alter von 48 Jahren an Atemstillstand durch Tuberkulose. Ursächlich dafür war aber eine AIDS-Erkrankung, die er sich durch eine verunreinigte Bluttransfusion nach einer Rückenoperation zugezogen hatte.

## Diskografie

### Creedence Clearwater Revival
- 1968: Creedence Clearwater Revival
- 1969: Bayou Country
- 1969: Willy and the Poor Boys
- 1969: Green River
- 1970: Cosmo’s Factory
- 1970: Pendulum

### Als Solist
- 1972: Tom Fogerty
- 1973: Excalibur
- 1974: Zephyr National
- 1974: Myopia
- 1976: Ruby
- 1978: Rock & Roll Madness
- 1981: Deal It Out
- 1984: Precious Gems
- 1992: Sidekicks
- 1999: The Very Best of Tom Fogerty